# Pierre Jean-Baptiste Legrand d’Aussy
Pierre Jean-Baptiste Legrand d’Aussy (* 3. Juni 1737 in Amiens; † 6. Dezember 1800 in Paris) war ein französischer Historiker, Romanist und Mediävist.

## Leben und Werk
Legrand trat 1753 in Amiens in den Jesuitenorden ein. Nach seiner Ausbildung unterrichtete er Rhetorik im Jesuitenkolleg von Caen, doch wurden die Jesuiten 1762 aus der Normandie verbannt und Legrand ging nach Paris. Er war an der École militaire (Militärakademie) Sekretär der Direction des études, ferner bis 1779 Hauslehrer in Paris.
In Paris wurde er Mitarbeiter von Jean-Baptiste de La Curne de Sainte-Palaye, dem Lexikografen des Altfranzösischen, ferner des Marquis de Paulmy und von Louis-Élisabeth de la Vergne de Tressan, welche aus den Schätzen von Paulmys Privatbibliothek (später Bibliothèque de l’Arsenal) die Bibliothèque universelle des romans in 112 Bänden herausgaben (Paris 1777–1789, unter Mitarbeit von Charles-Joseph Mayer), sowie Paulmys Mélanges tirés d’une grande bibliothèque in 69 Bänden (1779–1787, viele Beiträge von Legrand und André-Guillaume Contant d’Orville [1730–1800]).
Legrand überwarf sich mit Paulmy, als dieser Legrands Arbeiten zu den Fabliaux unter seinem eigenen Namen publizieren wollte. Sein Buch über die Troubadours, in dem er die Literatur Nordfrankreichs gegen die „Provenzalisten“ verteidigte, geriet in eine Polemik zwischen den Anhängern der „Trouvères“ und denen der „Troubadours“. Seine historische Forschung zum Privatleben war ihrer Zeit derart voraus, dass sie in Frankreich verlacht und nur im Ausland geschätzt wurde. Er war der Erste, der schrieb, dass es sich bei Dolmen um Bestattungskammern handelt. Zuvor dachte man, es könnten Opfertische sein. 
Sein Bericht über die 1787 unternommene Reise durch die Auvergne wurde ins Deutsche übersetzt. Ab 1795 war er Konservator der Nationalbibliothek und Mitglied der Académie des sciences morales et politiques.

## Werke
- (Hrsg.) Fabliaux ou Contes des douzième et treizième siècles, traduits ou extraits d’après les manuscrits, 3 Bde., Paris 1779, Genf 1971
  - (Hrsg.) Contes dévots, Fables et Romans anciens, Paris 1781
  - (Hrsg.) Fabliaux ou contes, fables et romans du XIIe et du XIIIe siècle, 5 Bde., Paris 1781, 3. Auflage, Paris 1829
  - Erzählungen aus dem zwölften und dreizehnten Jahrhundert mit historischen und kritischen Anmerkungen, übersetzt und hrsg. von Samuel Christian Lütkemüller, 5 Bde., Halle 1795–1798
  - Tales of the XIIth and XIIIth centuries, übers. von John Williamson, 2 Bde., London 1786
  - "Fabliaux" or tales abridged from French manuscripts, of the XIIth and XIIIth centuries, übersetzt von Gregory Lewis Way [1757–1799] und hrsg. von George Ellis [1753–1815], 3 Bde., London 1796–1800, 1815
- Observations sur les troubadours, Paris 1781
- Histoire de la vie privée des Français depuis l’origine de la nation jusqu’à nos jours, Paris 1782, 1815, 1824; 2 Bde., Chilly-Mazarin 1999–2000 (Auszug deutsch: Versuch einer Geschichte des Obstbaues in Frankreich, Frankfurt am Main 1800)
- Voyage d’Auvergne, Paris 1788 
  - Voyage fait en 1787–1788 dans la ci-devant Haute et Basse Auvergne, Paris  L’an III (1795), Roanne 1982
  - Reisen durch Auvergne, hrsg. von Heinrich Friedrich Link, Göttingen 1797
- Mémoire sur les anciennes sépultures nationales et les ornemens extérieurs qui en divers temps y furent employés, sur les embaumemens, sur les tombeaux des rois francs dans la ci-devant église de Saint-Germain des Prés, et sur un projet de fouilles à faire dans nos Départements, in: Mémoires de l’Institut national des sciences et arts 2, 1799, S. 411–680